# Mediorhynchus vancleavei
Espèce
Synonymes
- Heteroacanthorhynchus vancleavei Lundstrom, 1942 - protonyme[2]

Mediorhynchus vancleavei est une espèce d'acanthocéphales de la famille des Gigantorhynchidae. C'est un parasite digestif d'oiseaux en Suède.

## Étymologie
Son nom spécifique, vancleavei, lui a très certainement été donné en l'honneur de Harley Jones Van Cleave (1886-1953), parasitologue américain. 